# Dioscoreals
Dioscoreal (Dioscoreales) és un ordre de plantes amb flor.

## Descripció
Els Dioscoreales són vinyes o herbàcies plantes del sòl forestal. Poden ser clorofil·les o saprófites. Les sinapomorfies inclouen arrels tuberoses, pèls glandulars, característiques de la capa de llavors i la presència d'oxalat de calci cristalls. Altres característiques de la L'ordre inclou la presència de saponina esteroides, feixos vasculars anulars que es troben tant a la tija com a la fulla. Les fulles sovint estan desencaminades a la base, tenen un pecíol i una làmina reticulada nervada. Alternativament, poden ser petits i semblants a una escala amb una base enfundada. Les flors són actinomorfes, i poden ser bisexual o dioica, mentre que les flors o la inflorescència porten pèls glandulars. El periant pot ser visible o reduït i l'estil és curt amb branques d'estil ben desenvolupades. Els tèpals persisteixen en el desenvolupament del fruit, que és una càpsula seca o baia. A la llavor, la endotegmen és tanífer i l'embrió curt.
Totes les espècies, excepte els gèneres situats a Nartheciaceae, expressen microsporogènesi simultània. Les plantes de les Nartheciaceae mostren una microsporogènesi successiva que és un dels trets que indica que la família és germana de tots els altres membres inclosos en l'ordre.
El sistema APG II, de 2003, ubica aquest ordre en el clade monocots:
|  | \| \| Dioscoreaceae (9) \| \| \| \| \| \| Burmanniaceae (8) \| \| \| \| |
|  |                                                                         |
|  | Nartheciaceae (5)                                                       |
|  |                                                                         |
|  | Dioscoreaceae (9)                                                       |
|  |                                                                         |
|  | Burmanniaceae (8)                                                       |
|  |                                                                         |

|  | Dioscoreaceae (9) |
|  |                   |
|  | Burmanniaceae (8) |
|  |                   |

|  | \| \| Dioscoreaceae (9) \| \| \| \| \| \| Burmanniaceae (8) \| \| \| \| |
|  |                                                                         |
|  | Nartheciaceae (5)                                                       |
|  |                                                                         |
|  | Dioscoreaceae (9)                                                       |
|  |                                                                         |
|  | Burmanniaceae (8)                                                       |
|  |                                                                         |

|  | Dioscoreaceae (9) |
|  |                   |
|  | Burmanniaceae (8) |
|  |                   |